# برگکی
برگکی، روستایی از توابع بخش همایجان شهرستان سپیدان در استان فارس ایران است.

## جمعیت
این روستا در دهستان سرناباد قرار دارد و براساس سرشماری مرکز آمار ایران در سال 1395، جمعیت آن 39 نفر (11خانوار) بوده‌است.